# Slag bij Avignon
De Slag bij Avignon werd gestreden in 737 waarbij de Frankische troepen, geleid door Karel Martel, de Arabische troepenmacht uit de stad verdreven. De Arabieren hadden sinds 734 de stad bezet, nadat ze aan Yusuf ibn 'Abd al-Rahman al-Fihri was overgegeven door graaf Maurontius van Provence. Volgens de Kronieken van Fredegar had Maurontius Yusuf waarschijnlijk in zijn stad uitgenodigd nadat hij een alliantie met hem was aangegaan tegen Karel Martel. De Kroniek van Moissac bevestigt dat Yusuf zonder slag of stoot met zijn troepen van Septimanië door Provence kon trekken en Avignon binnengaan. Karel reageerde hierop door zijn broer graaf Childebrand in 736 naar het zuiden te sturen. Childebrand zette een beleg op van Avignon en hield stand totdat zijn broer de stad kon bestormen.
De troepen van Karel Martel gebruikten touwladders en stormrammen om de muren van Avignon aan te vallen. Nadat de stad was ingenomen werd het tot de grond afgebrand. Het leger stak de Rhône over en trok op in Septimanië om Narbonne in te nemen.
De veldslag was onderdeel van een campagne van 736-737 waarin Karel Martel voor de tweede maal constant de Arabische legers van Al-Andalus aanviel die steeds meer gebieden over de Pyreneeën bezetten. In tegenstelling tot de invasie van 732-733 kwamen de Arabieren nu via de zee en verplichtten de Franken om naar hen te komen. Opmerkelijk van deze veldslagen is dat Karel nu ook zware cavalerie inzette naast zijn befaamde infanterie. Hoewel hij de beschikking had over katapulten werd Avignon vooral ingenomen door simpele, brute, frontale aanvallen met het gebruik van stormrammen om door de poorten te breken en ladders om over de muren heen te komen. De campagnes die eindigde met de complete vernietiging van een grote Arabische troepenmacht die Narbonne probeerde te bevrijden in de Slag aan de Berre in 737, verpletterde de hoop van de Omajjaden om hun rijk nog verder uit te breiden.

## Voetnoten
1. ↑  Riche, Pierre (1993). The Carolingians: A Family Who Forged Europe. University of Pennsylvania Press. ISBN 0-8122-1342-4, p. 45.
2. ↑  Fouracre, Paul (2000). The Age of Charles Martel. Pearson Education. ISBN 0-582-06476-7, p. 96.
3. ↑  Halsall, Guy (2003). Warfare and Society in the Barbarian West 450-900. Londen: Routledge. ISBN 0-415-23939-7, p. 226.
4. ↑  Mastnak, Tomaz (2002). Crusading Peace: Christendom, the Muslim World, and Western Political Order. University of California Press. ISBN 0-520-22635-6, p. 101.
5. ↑  Fouracre, 2000, p. 97.
6. ↑   Santosuosso, Anthony (2004). Barbarians, Marauders, and Infidels. Westview Press. ISBN 0-8133-9153-9, p. 231.